# Chữ cái
Một chữ cái là một đơn vị của hệ thống viết theo bảng chữ cái, như bảng chữ cái Hy Lạp và các bảng chữ cái phát sinh từ nó. Mỗi chữ cái trong ngôn ngữ viết thường đại diện cho một âm vị (âm thanh) trong ngôn ngữ nói. Những ký hiệu viết trong các hệ thống viết khác đại diện cho cả âm tiết hoặc như trong chữ tượng hình, đại diện cho một từ. Bảng chữ cái gắn liền với một hoặc nhóm ngôn ngữ xác định. 

Có 95 ký tự ASCII in được, được đánh số từ 32 đến 126.

Trong thuật in máy bảng chữ cái là tập hợp con của tập hợp các ký tự được dùng cho in ấn ra một văn bản. Tập ký tự in ấn bao gồm các chữ cái, và các dấu, các ký tự đặc biệt như @, #, $,... Tập ký tự phổ biến nhất là ASCII và ASCII mở rộng.

## Một số bảng chữ cái
Bảng chữ cái tiếng Việt (29 chữ cái): A, Ă, Â, B, C, D, Đ, E, Ê, G, H, I, K, L, M, N, O, Ô, Ơ, P, Q, R, S, T, U, Ư, V, X, Y. 
Bảng chữ cái Syria: (đọc từ phải sang trái) ܐ, ܒ, ܓ, ܕ, ܗ, ܘ, ܙ, ܚ, ܛ, ܝ, ܟܟ, ܠ, ܡܡ, ܢܢ, ܣ, ܥ, ܦ, ܨ, ܩ, ܪ, ܫ, ܬ.
Bảng chữ cái Cyril: А, Б, В, Г, Ґ, Д, Е, Є, Ж, З, И, І, Ї, Й, К, Л, М, Н, О, П, Р, С, Т, У, Ф, Х, Ц, Ч, Ш, Щ, Ю, Я, Ъ, Ь, Ђ, Љ, Њ, Ћ, Џ, Ы.
Bảng chữ cái Hy Lạp: Α, Β, Γ, Δ, Ε, Ζ, Η, Θ, Ι, Κ, Λ, Μ, Ν, Ξ, Ο, Π, Ρ, Σ, Τ, Υ, Φ, Χ, Ψ, Ω.
Bảng chữ cái Hebrew: (đọc từ phải sang trái) א, ב, ג, ד, ה, ו, ז, ח, ט, י, כ, ל, מ, נ, ס, ע, פ, צ, ק, ר, ש, ת.
Bảng chữ cái Latinh: A, B, C, D, E, F, G, H, I, J, K, L, M, N, O, P, Q, R, S, T, U, V, W, X, Y, Z.